# كلينتون كامبل
كلينتون كامبل (1865-1937) عامل بناء بارز محليًا عمل في فينيكس، أريزونا. نجت العديد من أعماله وتم إدراجها في السجل الوطني الأمريكي للأماكن التاريخية. توفي في عام 1937 ودُفن في في فينيكس.